# Francouzská (Plzeň)
Francouzská je třída na Východním Předměstí v Plzni. Spojuje náměstí Generála Píky se Slovenskou alejí. Pojmenována je podle státu v západní Evropě Francie. Před rokem 1989 nesla název třída Budovatelů. Nachází se mezi ulicemi Rychtaříkova a Koterovská. Ze západu do ni vstupuje ulice Strnadova, z východu ulice Spojovací a Brojova. Veřejná doprava obsluhuje třída v celé její délce. Nachází se zde zastávky autobusů Poliklinika Slovany a Pošta Francouzská. Z Francouzské třídy se dá také přestoupit na tramvaj do Skvrňan a ke Světovaru. Třídou v celé délce prochází cyklostezka.

## Budovy, firmy a instituce
- Městská poliklinika[4] s pohotovostí[5]
- buddhistická svatyně
- lékárny[6]
- potraviny
- kavárna
- kadeřnictví
- realitní kancelář
- pošta
- obchodní centrum[7]
- elektroservis